# Mäeltse
Mäeltse (Duits: Melse) is een plaats in de Estlandse gemeente Hiiumaa, provincie Hiiumaa. De plaats heeft de status van dorp (Estisch: küla).
Mäeltse lag tot in oktober 2017 in de gemeente Käina. In die maand ging de gemeente op in de fusiegemeente Hiiumaa.

## Bevolking
De ontwikkeling van het aantal inwoners blijkt uit het volgende staatje:
| Jaar            | 2000 | 2011 | 2017 | 2019 | 2021 |
| --------------- | ---- | ---- | ---- | ---- | ---- |
| Aantal inwoners | 23   | 11   | 14   | 14   | 18   |

## Ligging
Mäeltse ligt 3,5 km ten noordwesten van Käina, de dichtstbijzijnde grotere plaats. Het dorp ligt op een plateau; de naam is waarschijnlijk afgeleid van mägi, ‘berg’ (of in Estland eerder: ‘heuvel’).
In het dorp staat een baptistenkerk, die gebouwd is in 1900 en uitgebreid in 1928. De Estische naam is Mäeltse palvela of ook wel Käina palvela. Palvela is een kleine kerk.

## Geschiedenis
Mäeltse werd in de tweede helft van de 17e eeuw voor het eerst genoemd onder de naam Mälsä by (by is Zweeds voor ‘dorp’). In 1709 heette het dorp Mäelsta by en in 1798 Mältse. Het lag op het landgoed van Putkas (Putkaste).
Het buurdorp Ristivälja maakte tussen 1977 en 1997 deel uit van Mäeltse.